# Адамантіос Андруцопулос
Адамантіос Андруцопулос (20 серпня 1919 — 10 листопада 2000) — грецький політичний діяч, прем'єр-міністр країни (1973–1974).

## Життєпис
Закінчив юридичний факультет Афінського університету й Школу права Джона Маршала. У 1959–1967 роках жив у Чикаго, викладав у місцевому університеті.
За часів правління військової хунти обіймав високі урядові посади. З 1967 до 1971 року був міністром фінансів, у 1971–1973 роках — міністром внутрішніх справ. З 1973 до 1974 року одночасно очолював уряд і був міністром фінансів.
Після встановлення в країні демократичного ладу пішов з політики.